# Мйодунське
Мйодунське (пол. Mioduńskie, нім. Immenhagen) — село в Польщі, у гміні Рин Гіжицького повіту Вармінсько-Мазурського воєводства.
Населення — 52 особи (2011).
У 1975-1998 роках село належало до Сувальського воєводства.

## Демографія
Демографічна структура станом на 31 березня 2011 року:
|          | Загалом | Допрацездатний вік | Працездатний вік | Постпрацездатний вік |
| -------- | ------- | ------------------ | ---------------- | -------------------- |
| Чоловіки | 29      | 8                  | 17               | 4                    |
| Жінки    | 23      | 5                  | 14               | 4                    |
| Разом    | 52      | 13                 | 31               | 8                    |